# Archiconchoecia propinqua
Archiconchoecia propinqua är en kräftdjursart som beskrevs av V. G. Chavtur 2003. Archiconchoecia propinqua ingår i släktet Archiconchoecia och familjen Halocyprididae. Inga underarter finns listade i Catalogue of Life.